# Andreas Hofgaard Winsnes
Andreas Hofgaard Winsnes (A. H. Winsnes) (25. oktober 1889-9. juli 1972) var en norsk litteraturhistoriker og idéhistoriker. Han blev dr.phil. i 1920 på en afhandling om Johan Nordahl Brun, og indledte en universitetskarriere. Han var professor i europæisk litteratur ved Universitetet i Oslo fra 1938 og derefter professor i idehistorie samme sted 1946–1959.
Fra 1940–42 og igen 1945–46 var han redaktør af tidsskriftet Samtiden. Som skribent huskes han bedst for biografien om sin ven Sigrid Undset, og for sit bidrag til Norges litteraturhistorie, kendt som Bull-Paasche-Winsnes-Houm efter sine fire forfattere. Winsnes var aktiv riksmålsmand, og var en af grundlæggerne af Det Norske Akademi for Sprog og Litteratur. Han huskes også for sin indsats i Mykle-sagen, hvor han vidnede for anklagemyndigheden mod forfatteren Agnar Mykle, der var anklaget for, at hans roman Sangen om den røde rubin var pornografisk.

## Værker
- Den norske roman i 1870–80-aarene (1920)
- Det Norske Selskab: 1772–1812 (1924)
- Niels Treschow: en opdrager til menneskelighet (1927)
- Skillelinjer: fem artikler om samtidig tenkning (1929)
- Den annen front: engelske idealister (1932)
- Norges litteratur: fra februarrevolutionen til verdenskrigen (bd. 5 af Norges litteraturhistorie, 1937)
- Sigrid Undset: en studie i kristen realisme (1949)
- Diktning og livssyn (1949)